# Тосканский архипелаг (национальный парк)
Национальный парк Тосканского архипелага (итал. Parco nazionale Arcipelago Toscano) — национальный парк Италии, самый большой морской национальный парк в Средиземноморье, охватывающий территорию Тосканского архипелага. Площадь парка составляет более 567 км² охраняемой морской поверхности и 178 км² побережья. В него входят 7 основных островов архипелага (Эльба, Горгона, Капрая, Пьяноса, Монтекристо, Пальмайола, Джильо и Джаннутри), а также множество небольших островков и скал. Остров Монтекристо является Государственным природным заповедником с 1971 года. Геологически острова очень отличаются друг от друга.

## Внешние ссылки
- Министерство Окружающей Среды Италии. Архивировано из оригинала 11 декабря 2007 года.
- Веб-сайт